# Jimmy Lai

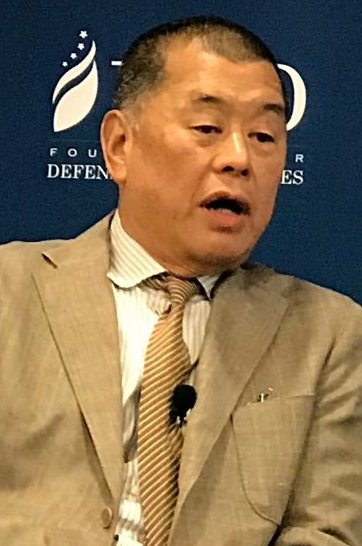
Jimmy Lai 2019

Jimmy Lai oder Lai Chee-Ying (chinesisch 黎智英, Pinyin Lí Zhìyīng, Jyutping Lau4 Zi3jing1, kantonesisch Lai Chee-Ying; * 8. Dezember 1947 in Guangzhou) ist ein britisch-chinesischer Unternehmer und Aktivist. Er ist ein wichtiger Unterstützer der Demokratiebewegung in Hongkong.

## Leben
Lai Chee-Ying wurde in der Stadt Guangzhou im Süden Chinas nahe der Grenze zu Hongkong geboren in eine damals wohlhabende Familie, die alles verlor, als die Kommunisten 1949 die Macht übernahmen.
Mit neun Jahren begann er als Gepäckträger auf dem Bahnhof von Guangzhou zu arbeiten. 1960 flüchtete er als blinder Passagier mit einem Boot nach Hongkong. Er arbeitete als Kind in einer Wollhandschuhfabrik und stieg mit 20 Jahren zum Generaldirektor der Fabrik auf.

### Gründung von Giordano
1980 gründete er das Bekleidungsunternehmen Giordano für den Verkauf hochpreisiger Kleidung, aber die Geschäfte liefen nicht gut. Sechs Jahre später änderte er den Kurs des Unternehmens und konzentrierte sich auf Freizeitkleidung für das untere Marktsegment. Die Modekette wurde 1991 an der Börse in Hongkong notiert.

### Als Medienunternehmer
Nach den Tian’anmen-Demonstrationen 1989 in Peking gründete Lai das Magazin Next Weekly, das für investigativen Journalismus bekannt ist. Das von ihm gegründete Medienunternehmen Next Media veröffentlichte in den 1990er Jahren auch die Magazine Sudden Weekly, Eat & Travel Weekly und Easy Finder.
1993 veröffentlichte er eine Kolumne, in der er den damaligen chinesischen Premierminister Li Peng als „Sohn eines Schildkröteneis“ bezeichnete. Daraufhin ließ die chinesische Regierung sämtliche Giordano-Läden auf dem Festland schließen.
1995, zwei Jahre vor der Übergabe Hongkongs an die Volksrepublik China, gründete er mit 100 Millionen HK$ die pro-demokratische Boulevardzeitung Apple Daily, deren Auflage schnell wuchs und die eine der populärsten Zeitungen in Hongkong war. Noch seit der Zeit vor der Übergabe 1997 ist er im Besitz einer zweiten, britischen Staatsbürgerschaft. Im Jahr 1997 trat er zum Katholizismus über und ließ sich taufen.
Next Media expandierte 2001 nach Taiwan und wurde auch dort schnell ein Erfolg. 2012 stimmte Next Media zu, sein taiwanesisches Print- und Fernsehgeschäft an zwei taiwanesische Konsortien zu verkaufen.

### Unterstützung der Demokratiebewegung in Hongkong

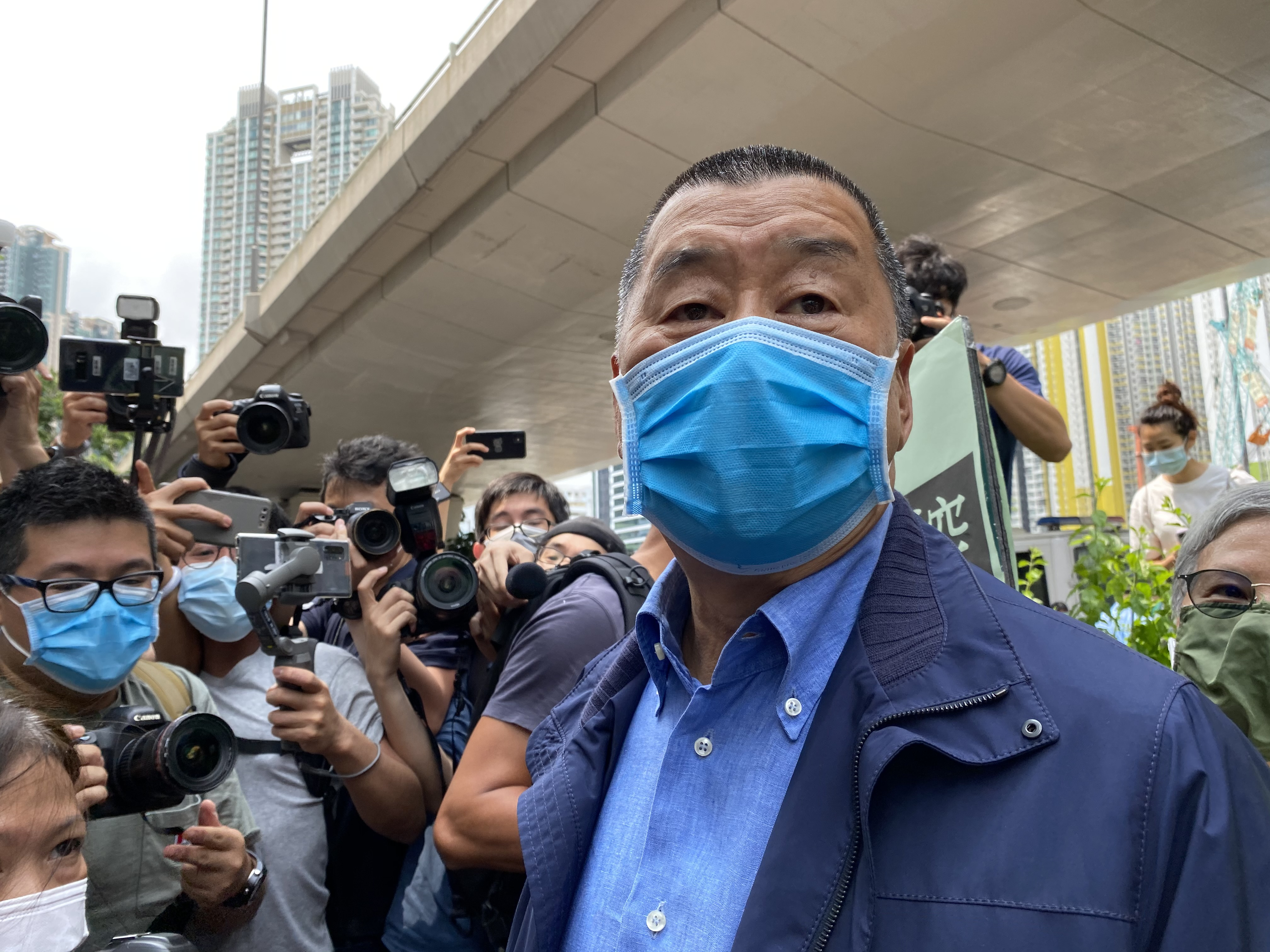
Jimmy Lai vor Fotografen nach der Anklage im Dezember 2020

Seit 2013 hat er mehr als 10 Millionen HK$ an pan-demokratische Parteien und Politiker gespendet. Im August 2014 wurde sein Haus von Anti-Korruptions-Beamten durchsucht, da seine politischen Spenden verstärkt unter die Lupe genommen wurden.
Im August 2020 wurde Lai aufgrund des neuen chinesischen Sicherheitsgesetzes für Hongkong festgenommen, das Ende Juni in Kraft getreten ist. Ihm wurden geheime Absprachen und Zusammenarbeit mit ausländischen Kräften, außerdem Betrug, vorgeworfen. Nach 40 Stunden wurde er gegen Kaution wieder freigelassen. Die Festnahme hatte international für scharfe Kritik gesorgt. Im Juni 2021 wurden Lais Vermögenswerte beschlagnahmt. Infolgedessen musste Apple Daily ihren Betrieb einstellen.
Im Dezember 2020 begann ein Gerichtsverfahren gegen Lai. Ihm wurden unter anderem Betrug und Verstöße gegen das chinesische Sicherheitsgesetz vorgeworfen. Im April 2021 verurteilte ihn das Gericht zu 14 Monaten Haft.
Im Dezember 2021 wurde er zusammen mit zwei weiteren Angeklagten schuldig gesprochen, im Jahr 2020 zu einem verbotenen Gedenken an das Tian’anmen-Massaker aufgerufen zu haben. Er wurde zu 13 Monaten Haft verurteilt.
Ein Antrag auf Einstellung des Verfahrens wurde abgelehnt, am 18. Dezember 2023 wird wieder wegen Verletzung des „Sicherheitsgesetzes“ gegen Lai verhandelt. Er wird mit lebenslänglicher Strafe bedroht.
Im Gerichtsverfahren gegen Lai wegen angeblicher Kollusion mit ausländischen Kräften unter dem Nationalen Sicherheitsgesetz betonte er im November 2024, dass er „niemals“ seine ausländischen Kontakte genutzt habe, um die Außenpolitik in Bezug auf Hongkong zu beeinflussen. Zu seinen Kontakten zählen unter anderem der ehemalige US-Vizepräsident Mike Pence und die frühere taiwanesische Präsidentin Tsai Ing-wen. Lai erklärte, dass er Gewalt ablehne und seine Zeitung Apple Daily nie die Unabhängigkeit Hongkongs propagiert habe, sondern die „Kernwerte des Volkes von Hongkong“ vertrete, darunter Rechtsstaatlichkeit, Freiheit und Demokratie. In einer Pressekonferenz bezeichnete der Sprecher des chinesischen Außenministeriums, Lin Jian, Lai als den „Hauptverschwörer und Teilnehmer des anti-chinesischen Chaos in Hongkong“. Seine Familie und sein juristisches Team äußerten Bedenken über seinen Gesundheitszustand, da er während seiner Haft deutlich an Gewicht verloren habe und zunehmend gebrechlich wirke. Internationale Menschenrechtsorganisationen und ausländische Regierungen fordern seine Freilassung.

## Privates
Lai ist ein gläubiger Katholik. Er ist befreundet mit dem emeritierten Bischof von Hong Kong Joseph Kardinal Zen. Zen habe nach Berichten Lai zur römisch-katholischen Kirche gebracht und Zen taufte Lai 1997 und war auch zu Lais Prozessbeginn 2023 zugegen. Auch soll er Lai regelmäßig im Gefängnis besuchen und mit ihm die Messe feiern. Verbinden würde beiden Männer ihre Erfahrungen mit der Verfolgung durch die Kommunisten und dem Einsatz für Demokratie.
Lai ist mit einer ebenfalls gläubigen Katholikin verheiratet und hat Kinder.